# Hendrik Casimir

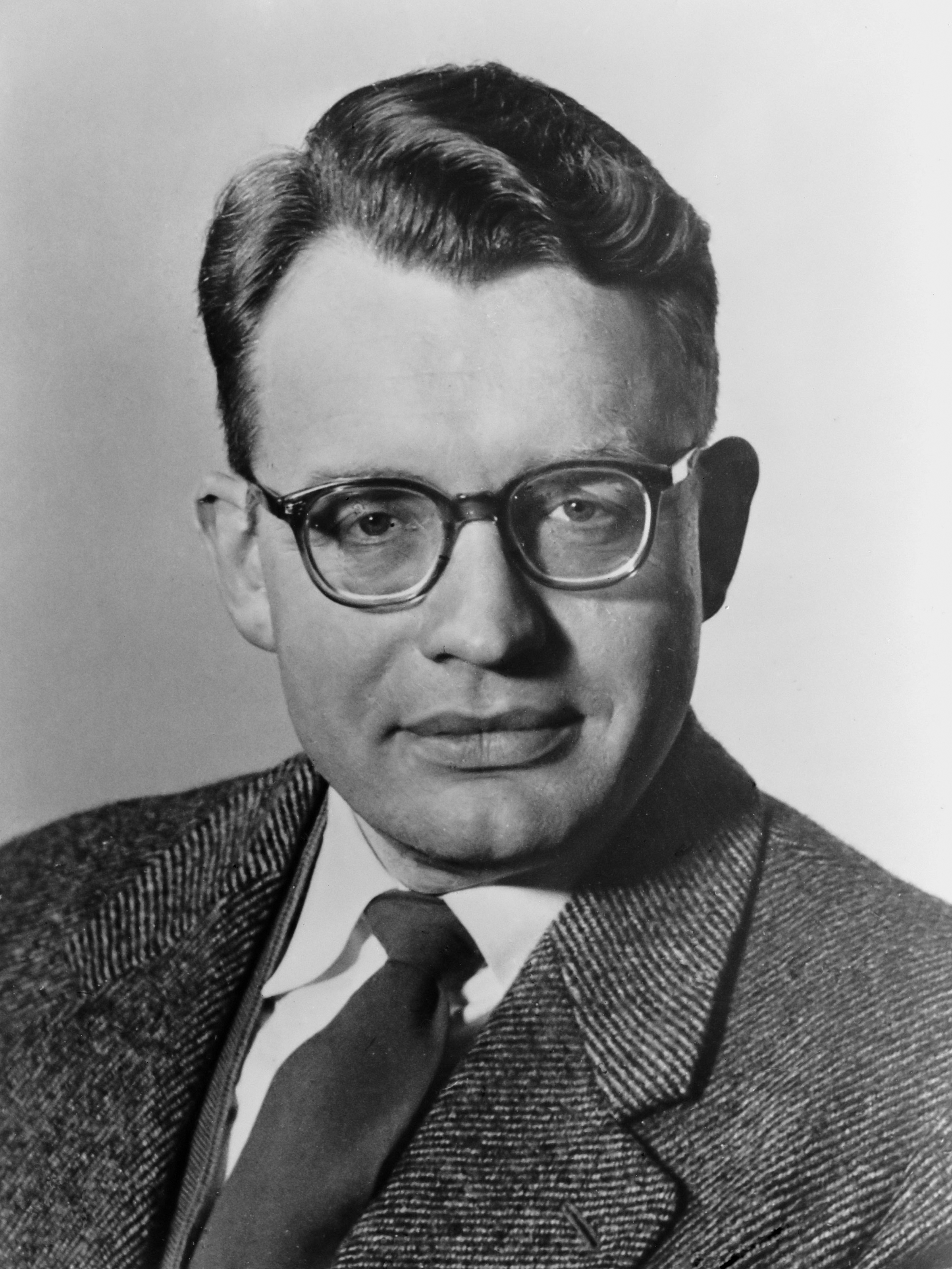
Hendrik Casimir

Hendrik Brugt Gerhard Casimir (* 15. Juli 1909 in Den Haag; † 4. Mai 2000 in Heeze) war ein niederländischer Physiker.

## Leben
Casimir erlangte 1931 den PhD der Universität Leiden, wo er ein Schüler von Paul Ehrenfest war. Nachdem er mit Niels Bohr in Kopenhagen (wo er 18 Monate war) und 1932/33 als Assistent von Wolfgang Pauli in Zürich gearbeitet hatte (wo Linus Pauling ein Kollege war), kehrte er nach dem Tod seiner Frau 1933 nach Leiden zurück. Dort entwickelte er mit Cornelis Jacobus Gorter das Zweiflüssigkeitsmodell von Supraleitern (mit einer normal leitenden und supraleitenden „Flüssigkeit“ als phänomenologisches Modell der Ladungsträger). Er war ab 1936 leitender Assistent und Kurator am Kamerlingh Onnes Labor und 1939 bis 1942 außerordentlicher Professor in Leiden. Unter deutscher Besatzung im Zweiten Weltkrieg, unter der das Universitätsleben daniederlag,  ging er 1942 an das Philips Research Laboratories in Eindhoven, wo er bis zum Ende seines Schaffens arbeitete. Er war 1946 bis 1972 Ko-Direktor des Labors und wesentlich an der Ausrichtung der Forschung am Labor beteiligt. 1956 bis 1972 war er im Vorstand von Philips als Verantwortlicher für die Forschung.
Er ist am besten für den Casimir-Effekt bekannt, den er 1948 voraussagte und der bereits 1958 durch Marcus Sparnaay am Philips Labor experimentell nachgewiesen wurde. Auch der Casimir-Operator ist nach ihm benannt. Er leistete auch grundlegende Forschung zu Antennen (mit Chris Boukamp).
Casimir prägte den Begriff der Wissenschafts-Technologie-Spirale. Danach folgt die Technologie der Grundlagenforschung in Zehn-Jahres-Abstand und treibt mit neuen allgemein zugänglichen Technologien wiederum die Grundlagenforschung an.
Casimir wurden viele Ehren während seines Lebens verliehen. So z. B. war er Mitglied der Königlich Niederländischen Akademie der Wissenschaften (1946), Fellow der Royal Society (1970) und der American Academy of Arts and Sciences (1957) sowie Mitglied der National Academy of Sciences (1970), der American Philosophical Society (1971), der National Academy of Engineering (1976) und der Académie des sciences (1981). Er erhielt den George E. Pake Prize der American Physical Society sowie 1982 den Orden Pour le Mérite für Wissenschaft und Künste und die Wilhelm Exner Medaille. Zu seinen Ehren wurde 1989 zum 80. Geburtstag ein Symposium im Philips Forschungslabor veranstaltet.
Des Weiteren war er 1972 bis 1975 der Präsident der Europäischen Physikalischen Gesellschaft (EPS), an deren Gründung er 1968 beteiligt war. Casimir war Gründungspräsident der European Industrial Management Association (EIRMA) und später deren Ehrenpräsident. Er war Mitglied des United Nations Advisory Committee for the Application of Science and Technology (ACAST), New York. 
1932 heiratete er Josina Jonker, mit der er einen Sohn und vier Töchter hatte.

## Schriften (Auswahl)
- Hendrik B. G. Casimir: Rotation of a rigid body in quantum mechanics. Wolter, Groningen 1931
- Hendrik B. G. Casimir: Magnetism and very low temperatures. Dover Publ., New York 1961
- Hendrik B. G. Casimir: On the interaction between atomic nuclei and electrons. Freeman, San Francisco 1963
- Hendrik B. G. Casimir: Physics in the making – essays on developments in 20th century physics. North-Holland, Amsterdam 1989, ISBN 0-444-88121-2
- Hendrik B. G. Casimir: Haphazard Reality – Half a Century of Science. Harper & Row, New York 1983, ISBN 0-06-337031-X.